# Gleneagles Castle
Gleneagles Castle ist eine im 15. Jahrhundert erbaute Burg in Perth and Kinross im Osten Schottland. Sie ist nur noch als Ruine erhalten. Die Anlage als ist als Scheduled Monument denkmalgeschützt.

## Lage
Gleneagles Castle liegt am nördlichen Ende des Tals Gleneagles. Hier verlässt der Ruthven Water die Ochil Hills, um nach Nordosten in Richtung des Earn River abzubiegen. Unmittelbar östlich verläuft die A823, nächstgrößere Ortschaft ist Auchterarder, vier Kilometer im Nordosten.

## Beschreibung
Bei Gleneagles Castle handelt es sich um einen auf einem kleinen Hügel liegenden, rechteckigen Wohnturm mit den Ausmaßen 13,50 Meter auf 7,50 Meter bei einer Wandstärke von 2,30 Meter. Der Eingang war in der südwestlichen Ecke, die oberen Stockwerke konnten über zwei runde Treppenhäuser in gegenüberliegenden Ecken erreicht werden. Im Erdgeschoss befand sich ein offener Ofen, auch sind die Grundmauern einiger weiterer abgetrennter Räume zu erkennen. Bei dreien der Fenster auf dieser Ebene können Schlüsselscharten nachgewiesen werden, wie sie Ende des 15. Jahrhunderts verbreitet waren. Es bestehen Hinweise auf eine Gewölbedecke über einem großen Raum im ersten Obergeschoss, vermutlich hatte das Gebäude noch zwei weitere Stockwerke. Die Überreste der Außenmauern erreichen teilweise eine Höhe von sechs Metern.
Die Ruine ist umgeben von einem Schutzwall, dessen Verlauf der Gipfellinie des Hügels folgt und der sowohl aus Steinen als auch aus Erdreich besteht. Er hat eine Breite von sechs Metern, die Höhe beträgt 1,30 Meter auf der Innen- und 2,70 Meter auf der Außenseite. Möglicherweise geht er auf ein älteres Erdwerk auf der Eisenzeit zurück.
Ende der 1920er Jahre wurden unter der Leitung des Generals Aylmer Haldane im Rahmen von Arbeitsbeschaffungsmaßnahmen Sicherungsarbeiten vorgenommen, hieran erinnert eine Gedenktafel.